# Cantón de Modane
El cantón de Modane (en francés canton de Modane) es una división administrativa francesa del departamento de Saboya, en la región de Auvernia-Ródano-Alpes. La cabecera (bureau centralisateur en francés) está en Modane.

## Historia
Fue creado en 1860 cuando el territorio de Saboya fue anexado a Francia. Sufrió una redistribución comunal con cambios en los límites territoriales al aplicar el decreto nº 2014-272 del 27 de febrero de 2014 que entró en vigor en el momento de la primera renovación general de asamblearios departamentales después de dicho decreto, en marzo de 2015.

## Composición
- Aussois
- Avrieux
- Bessans
- Bonneval-sur-Arc
- Fourneaux
- Freney
- Modane
- Orelle
- Saint-André
- Saint-Martin-d'Arc
- Saint-Martin-de-la-Porte
- Saint-Michel-de-Maurienne
- Val-Cenis
- Valloire
- Valmeinier
- Villarodin-Bourget